# بيتار أرسيتيش
بيتار أرسيتيش مواليد 6 نوفمبر 1973 في بلغراد، جمهورية صربيا الاشتراكية، يوغوسلافيا، هو لاعب كرة سلة صربي سابق. بدأ مسيرته الاحترافية في سنة 1990. يبلغ طوله 6 قدم 10 بوصة (2.1 م). اعتزل اللعب في 2008.

## المسيرة الاحترافية
لعب مع نادي أوليمبيا لكرة السلة في موسم 2000–2001، ثم لعب مع نادي بودوشنوست لكرة السلة في سنة 2001، ثم لعب مع نانسي باسكت في الدوري الفرنسي في سنة 2002، ثم لعب مع ستراسبورغ أي جي في سنة 2003.

## روابط خارجية
- بيتار أرسيتيش على موقع الاتحاد الدولي لكرة السلة (الإنجليزية)
- بيتار أرسيتيش على موقع الدوري الأوروبي لكرة السلة (الإنجليزية)
- بيتار أرسيتيش على موقع كرة السلة الأوروبية.كوم (الإنجليزية)
- بيتار أرسيتيش على موقع كلية كرة السلة في سبورتس رفرنس.كوم (الإنجليزية)
- بيتار أرسيتيش على موقع ريلجم (الإنجليزية)
- بيتار أرسيتيش على موقع بروبوليرز (الإنجليزية)
- بيتار أرسيتيش على موقع سبورتس رفرنس (الإنجليزية)